# Piratenspel

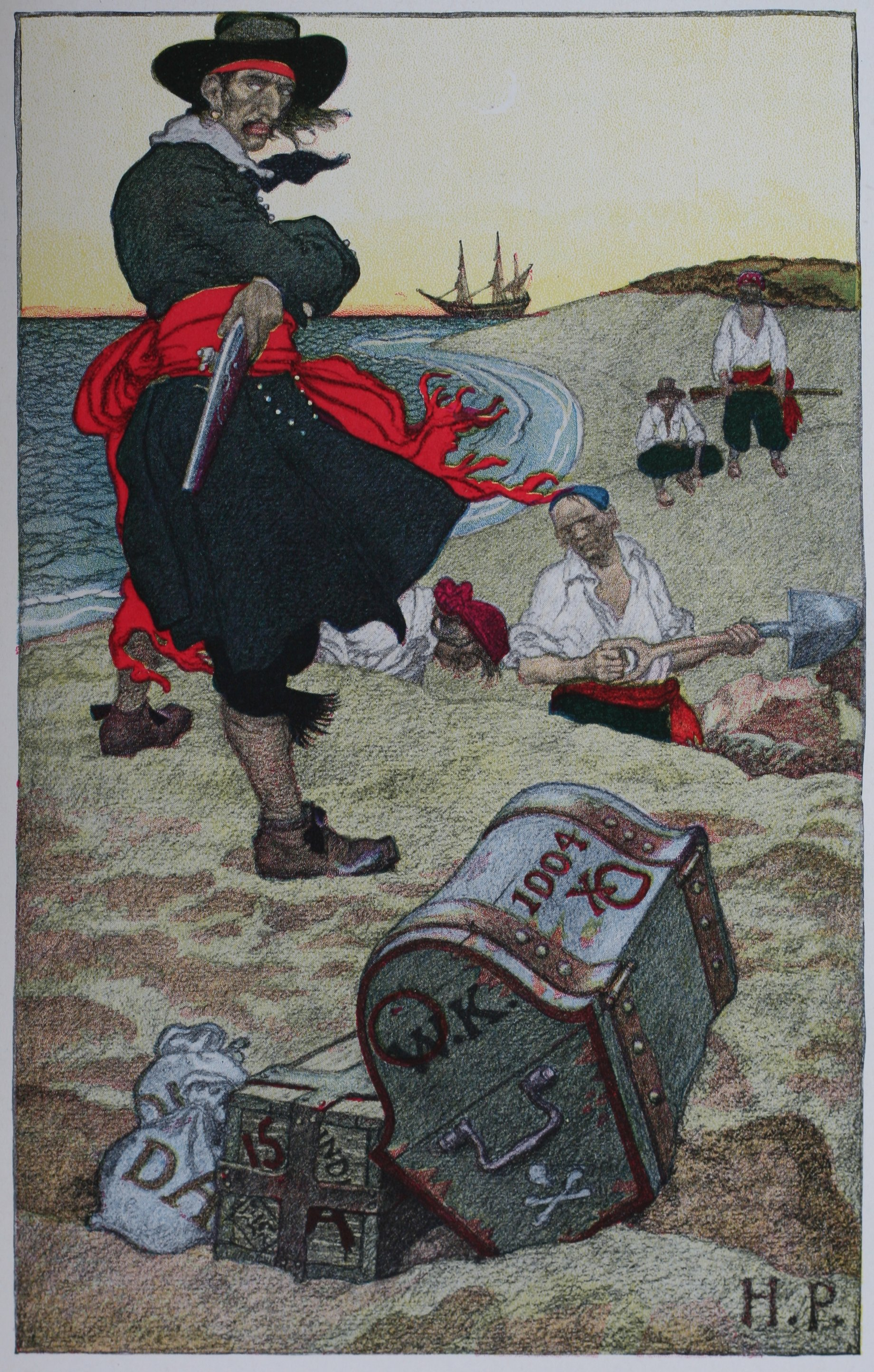
Uit Howard Pyle's Book of Pirates

Het piratenspel is een eenvoudig wiskundig spel. Het is een multiplayer-versie van het ultimatum-spel.

## Het spel
Er zijn vijf rationele piraten (in strikt afnemende volgorde van anciënniteit A, B, C, D en E) die 100 gouden munten hebben gevonden. Ze moeten beslissen hoe ze de munten verdelen.
De distributieregels van de piratenwereld zeggen dat de oudste piraat eerst een distributieplan voorstelt. De piraten, inclusief de indiener van het voorstel, stemmen vervolgens over het al dan niet accepteren van deze verdeling. Als de meerderheid het plan accepteert, worden de munten uitbetaald en eindigt het spel. Bij staking van stemmen is de stem van de indiener doorslaggevend. Als de meerderheid het plan verwerpt, wordt de indiener van het voorstel van het piratenschip overboord gegooid en sterft en doet de dan oudste piraat een nieuw voorstel om het systeem opnieuw te beginnen. Het proces herhaalt zich totdat een plan wordt geaccepteerd of als er nog één piraat over is.
Piraten baseren hun beslissingen op vier factoren:
1. . Elke piraat wil overleven.
2. . Gezien de overleving wil elke piraat het aantal gouden munten dat hij ontvangt maximaliseren.
3. . Elke piraat zou liever een andere overboord gooien, als alle andere resultaten verder gelijk zouden zijn.
4. . De piraten vertrouwen elkaar niet en zullen geen beloften tussen piraten doen of nakomen, afgezien van een voorgesteld distributieplan dat elke piraat een heel aantal gouden munten geeft.

## Het resultaat
Om de kans te vergroten dat hun plan wordt geaccepteerd, zou verwacht kunnen worden dat piraat A de andere piraten het meeste goud zal moeten bieden. Dit is echter verre van het theoretische resultaat. Wanneer elk van de piraten stemt, zullen ze niet alleen nadenken over het huidige voorstel, maar ook over andere uitkomsten in de toekomst. Bovendien is de volgorde van anciënniteit van tevoren bekend, zodat elk van hen nauwkeurig kan voorspellen hoe de anderen in elk scenario zouden kunnen stemmen. Dit wordt duidelijk bij achteruit werken.
In het laatst mogelijke scenario zouden alle piraten behalve D en E overboord worden gegooid. Aangezien D de oudste is van E, hebben zij de beslissende stem; dus D zou voorstellen om 100 voor zichzelf te houden en 0 voor E.
Als er nog drie over zijn (C, D en E), weet C dat D in de volgende ronde E 0 zal bieden; daarom moet C in deze ronde één munt aan E bieden om de stem van E te winnen. Daarom, als er nog maar drie over zijn, is de toewijzing C:99, D:0, E:1.
Als B, C, D en E overblijven, kan B 1 tot en met D aanbieden; omdat B de beslissende stem heeft, is alleen de stem van D vereist. B stelt dus B:99, C:0, D:1, E:0 voor.
(In de vorige ronde zou men kunnen overwegen om B:99, C:0, D:0, E:1 voor te stellen, omdat E weet dat het niet mogelijk zal zijn om meer munten te krijgen, als die er al zijn, als E B overboord gooit. Maar omdat elke piraat staat te popelen om de anderen overboord te gooien, zou E er de voorkeur aan geven B te doden, om dezelfde hoeveelheid goud van C te krijgen.)
Met deze kennis kan A rekenen op de steun van C en E voor de volgende toewijzing, wat de uiteindelijke oplossing is:
- A: 98 munten
- B: 0 munten
- C: 1 munt
- D: 0 munten
- E: 1 munt

(Opmerking: A:98, B:0, C:0, D:1, E:1 of andere varianten zijn niet goed genoeg, omdat D A liever overboord gooit om dezelfde hoeveelheid goud van B te krijgen.)

## Uitbreiding
De oplossing volgt hetzelfde algemene patroon voor andere nummers van piraten en/of munten. Het spel verandert echter van karakter wanneer het wordt uitgebreid tot meer dan er twee keer zoveel piraten zijn als er munten zijn. Ian Stewart schreef over Steve Omohundro's uitbreiding tot een willekeurig aantal piraten in de editie van mei 1999 van Scientific American en beschreef het nogal ingewikkelde patroon dat in de oplossing naar voren komt.
Stel dat er slechts 100 goudstukken zijn, dan:
- Piraat #201 als kapitein kan alleen in leven blijven door al het goud, elk één aan de piraten met het laagste oneven nummer, aan te bieden en er geen te houden.
- Piraat #202 als kapitein kan alleen in leven blijven door geen goud te nemen en elk één goud aan te bieden aan 100 piraten die geen gouden munt van #201 zouden ontvangen. Daarom zijn er 101 mogelijke ontvangers van deze ene gouden munt steekpenningen, namelijk de 100 even genummerde piraten tot 200 en nummer #201. Aangezien er geen beperkingen zijn met betrekking tot welke 100 van deze 101 ze zullen kiezen, is elke keuze even goed en kunnen ze worden gezien als willekeurig keuzes. Dit is hoe het toeval de overwegingen begint binnen te dringen voor piraten met een hoger nummer.
- Piraat #203 als kapitein zal niet genoeg goud beschikbaar hebben om een meerderheid om te kopen, en zal dus sterven.
- Piraat #204 als kapitein heeft de stem van #203 veiliggesteld zonder steekpenningen: #203 zal alleen overleven als #204 ook overleeft. Dus #204 kan veilig blijven door 102 stemmen te bereiken door 100 piraten om te kopen met elk één gouden munt. Dit lijkt het meest waarschijnlijk te werken door het omkopen van oneven genummerde piraten, optioneel inclusief #202, die niets van #203 zullen krijgen. Het kan echter ook mogelijk zijn om anderen om te kopen, omdat ze slechts een kans van 100/101 hebben om een gouden munt aangeboden te krijgen door piraat #202.
- Met 205 piraten geven alle piraten behalve #205 er de voorkeur aan om #205 te doden, tenzij ze goud krijgen, dus #205 is gedoemd als kapitein.
- Evenzo met 206 of 207 piraten, worden alleen stemmen van # 205 tot # 206/7 veiliggesteld zonder goud, wat onvoldoende stemmen is, dus # 206 en # 207 zijn ook gedoemd.
- Voor 208 piraten zijn de stemmen van zelfbehoud van #205, #206 en #207 zonder goud genoeg om #208 104 stemmen te laten krijgen en te overleven.

In het algemeen geldt dat als G het aantal goudstukken is en N (> 2G) het aantal piraten, dan
- Alle piraten waarvan het aantal kleiner is dan of gelijk is aan 2G + M zullen overleven, waarbij M de hoogste macht van 2 is die niet hoger is dan N – 2G.
- Alle piraten met een aantal van meer dan 2G + M zullen sterven.
- Elke piraat waarvan het aantal groter is dan 2G + M/2 ontvangt geen goud.
- Er is geen eenduidige oplossing voor wie één gouden munt krijgt en wie niet als het aantal piraten 2G+2 of groter is. Een eenvoudige oplossing deelt één goud uit aan de oneven of even piraten tot 2G, afhankelijk van of M een even of oneven macht van 2 is.

Een andere manier om dit te zien is door te beseffen dat elke piraat M de stem zal hebben van alle piraten van M/2 + 1 tot M uit zelfbehoud, aangezien hun overleving alleen is verzekerd met de overleving van de piraat M. Omdat de piraat met de hoogste rang de gelijke stand kan verbreken, heeft de kapitein slechts de stemmen van de helft van de piraten nodig over 2G, wat alleen gebeurt elke keer dat (2G + een macht van 2) wordt bereikt. Bijvoorbeeld, met 100 goudstukken en 500 piraten, sterven piraten #500 tot en met #457, en dan overleeft #456 (als 456 = 200 + 28) omdat ze de 128 gegarandeerde zelfbehoudstemmen hebben van piraten #329 tot en met #456, plus 100 stemmen van de piraten die ze omkopen, samen goed voor de 228 stemmen die ze nodig hebben. Het aantal piraten voorbij #200 die hun overleving als kapitein met 100 goudstukken kunnen garanderen, zijn #201, #202, #204, #208, #216, #232, #264, #328, #456, #712, enz.: ze worden gescheiden door steeds langere reeksen piraten die gedoemd zijn te mislukken, ongeacht welke verdeling ze voorstellen.